# オリンピックのクリケット競技
オリンピックのクリケット競技（オリンピックのクリケットきょうぎ）は、夏季オリンピックで行われるクリケット競技である。過去には1900年パリオリンピックのみ行われたが、2028年ロサンゼルスオリンピックで再び実施されることが決定した。男女2種目で、試合形式はトゥエンティ20（T20）で実施予定。

## 概要

### 競技方式
2028年ロサンゼルスオリンピックの出場枠や予選大会の詳細などは今後発表される。男子種目と女子種目が行われ、試合形式は両チームともに1イニングのみ、20オーバー（120球）限定で、試合が3時間程度で終了するトゥエンティ20（T20）で実施される予定。

### 1900年大会実施

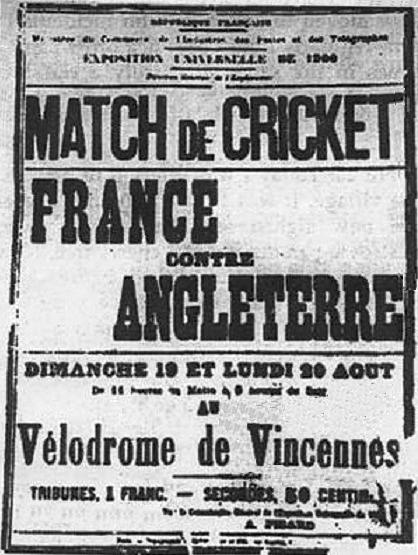
1900年パリ五輪でのクリケットの試合に関するポスター

近代五輪最初の大会である1896年アテネオリンピックで実施される計画があったが、十分な参加者を集めることができず中止となった。しかし、4年後の1900年パリオリンピックで初めて実施された。当初は4チームが参加する予定だったが、ベルギーとオランダが撤退したため、イギリスとフランスの2チームが参加となった。男子競技のみの実施であり、イギリスとフランスの1試合だけが決勝戦として行われた。現在、オリンピックで行われた唯一のクリケットの試合である。試合は2イニング制で2日間に渡って行われ、イギリスが158ラン差で勝利し、初の金メダルを獲得した。敗れたフランスは、パリ在住のイギリス人選手がチームに多数含まれていた。

### オリンピック復帰
クリケットは世界の競技人口は16歳以上で3億人を越えており、16歳未満も含めれば更に加算される。世界のファン人口は推定25億人であり、サッカーに次いで2番目に人気の高いスポーツである。しかし、クリケット界で高い発言力を持つイングランド・ウェールズクリケット委員会（ECB）やインドクリケット管理委員会（BCCI）がオリンピックに復帰することへの反対運動を主導していたこともあり、オリンピック競技の候補に挙がることが長年なかった。一方、多くのオリンピック関係者はクリケットの五輪実施を支持していており、2011年にIOC会長のジャック・ロゲは「重要で人気のあるスポーツで、テレビでも非常に影響力がある。素晴らしい伝統を持つスポーツであり、倫理を尊重することがほとんどだ。」とコメントし、クリケット実施を支持した。
クリケットの国際競技連盟である国際クリケット評議会（ICC）は2018年にオンライン調査を実施し、トゥエンティ20形式のオリンピック採用についてファンに意見を求めた。その結果、87％が賛成票を投じた。同年にBCCI長官が2028年ロサンゼルスオリンピックへの参入を支持し、長年のオリンピック参加に反対の立場から方針を一転した。2028年にクリケットをオリンピック競技として導入するというICCの提案が、国際オリンピック委員会（IOC）に提出された。
ICCは2021年8月、2028年ロサンゼルスオリンピックをターゲットとして、オリンピック競技に含めることを推進する意向を表明した。2022年には、ロサンゼルスオリンピックで開催都市が提案できる追加競技の候補として、クリケットがフラッグフットボール、ブレイキン、野球/ソフトボールなど9競技の一つに選出された。タイムズやワシントン・ポストなど主要メディアの報道によると、クリケットは9つの追加競技候補の中でも最有力とみなされている。IOCのバッハ会長は2023年9月、自身がクリケットの大ファンであることを公言し、ロサンゼルス大会にクリケットを含めたい考えを示唆した。ロサンゼルス市長のカレン・バスは、2028年のオリンピックとパラリンピックを利用してインドとの関係を強化できると信じており、同国に総領事館を開設するよう求めた。「アメリカ第二の都市であり、15万人以上のインド系アメリカ人が暮らす都市として、新たな領事館の拠点としてロサンゼルスを選んでいただくことを謹んでお願いいたします。」と発言し、クリケット採用に前向きとも言える発言をした。また、ロサンゼルス前市長のエリック・ガルセッティは、駐インド米国大使を務めており、2028年のオリンピックにクリケットを取り入れたい考えを主張した。
2023年10月、第141回IOC総会がインドのムンバイで開催された。ロサンゼルス大会組織委員会のディレクターであるカンプリアーニはクリケットについてのプレゼンテーションを総会で行い、「世界中に推定25億人のファンがいる世界で2番目に人気のあるスポーツを歓迎できることに興奮している」と語った。更に「ここにいる私の友人、ヴィラット・コーリについて考えてみてください。彼はソーシャルメディアで世界で3番目にフォローされているアスリートで、フォロワー数は3億1400万です。これはレブロン・ジェームズ、トム・ブレイディ、タイガー・ウッズを合算させたものより多いです。」と語った。クリケットの実施は賛成多数で可決され、ロサンゼルス大会で採用されることが正式に決定した。LA28大会組織委員会のワッサーマン委員長は、クリケット採用に関し、「25億人のファンを有するスポーツを我々の都市にもたらす好機」と述べた。

## 実施種目

### 男子
| 年   | 開催地 |          | 決勝戦   | 決勝戦                    | 決勝戦   |      | 3位決定戦 | 3位決定戦  | 3位決定戦 |  | 数 |
| 年   | 開催地 | 金メダル | 結果     | 銀メダル                  | 銅メダル | 結果 | 4位       |            |           |  | 数 |
| ---- | ------ | -------- | -------- | ------------------------- | -------- | ---- | --------- | ---------- | --------- |  | -- |
| 1900 | パリ   |          | イギリス | 158ラン差でイギリスの勝ち | フランス |      |           | 開催されず |           |  | 2  |

### 女子
- 2028年ロサンゼルスオリンピックから実施予定

## メダル獲得数

### 男子
| 順 | 国・地域 | 金 | 銀 | 銅 | 計 |
| -- | -------- | -- | -- | -- | -- |
| 1  | イギリス | 1  | 0  | 0  | 1  |
| 2  | フランス | 0  | 1  | 0  | 1  |

### 女子
- 2028年ロサンゼルスオリンピックから実施予定